# Onthophagus streltsovi
Onthophagus streltsovi es una especie de insecto del género Onthophagus, familia Scarabaeidae, orden Coleoptera.
Fue descrita científicamente por Tarasov & Kabakov en 2010.